# Śmierć przez powieszenie
Śmierć przez powieszenie (jap. 絞死刑 Kōshikē; eng.Death by Hanging) – dramat w reżyserii Nagisy Ōshimy nakręcony w 1968 roku.

## Problematyka
Fabuła filmu dotyka kary śmierci, bardzo często w owym czasie w Japonii stosowanej. Pierwsze sceny filmu poprzedzone są wynikami sondaży przeprowadzonych na obywatelach japońskich na temat kary śmierci. Dodatkowym aspektem filmu jest sprawa dyskryminacji narodowościowej i uprzedzeń Japończyków wobec innych nacji azjatyckich (główny bohater filmu jest Koreańczykiem).

## Obsada
- Yun Yun-Dō jako R.
- Satō Kē jako Shochō
- Watanabe Fumio jako Kyōikubuchō
- Toura Rokkō jako Imukan
- Adachi Masao jako Hoankachō
- Komatsu Hōsē jako Kensatsukan